# Дініш Португальський (1535—1537)
Ді́ніш (порт. Dinis; 16 квітня 1535 — 1 січня 1537) — португальський інфант. Представник Авіської династії. Народився в Еворі, Португалія. Четвертий син португальського короля Жуана III і кастильської інфанти Катерини. Помер у 1-річному віці в Еворі. Похований у Монастирі єронімітів.

## Сім'я
Батько: Жуан III (1502—1557), король Португалії (1521—1557)
Мати: Катерина (1507—1578), донька кастильського короля Філіпа I
Рідні брати і сестри:
- Афонсу (1526), принц Португальський (1526), помер немовлям
- Марія-Мануела (1527—1545), принцеса Португальська (1527—1531) ∞ Феліпе II, король Кастилії
- Ізабела (1529), померла немовлям
- Беатриса (1530), померла немовлям
- Мануел (1531–1537), принц Португальський (1531–1537), помер дитиною
- Філіпе (1533–1539), принц Португальський (1537–1539), помер дитиною
- Жуан-Мануел (1537—1554), принц Португальський (1539—1554)
- Антоніу (1539—1540), помер немовлям

Зведені брати:
- Мануел (?—1521), помер немовлям
- Дуарте (1521—1543), архієпископ Бразький (1542—1543)